# 단양 우화교기사비
단양 우화교기사비(丹陽 羽化橋記事碑)는 충청북도 단양군 단성면 하방리에 있는, 비석이다. 1981년 5월 1일 충청북도의 유형문화재 제80호 우화교신사비(羽化橋新事碑)로 지정되었으나, 2013년 1월 18일 현재의 문화재 명칭으로 변경되었다.

## 개요
조선 영조 29년(1753) 단양군수였던 이기중이 단양천에 돌다리를 만든 후 그 기념으로 세운 비이다.
다리는 '우화교'라 이름지었는데, 큰 홍수로 인해 파괴되고 현재는 이 비만 남아 있다. 비는 네모진 받침 위에 길쭉한 직사각형의 비몸을 세웠다. 비문에는 다리를 설치할 때 참여한 사람들과 목공, 토공, 석공의 이름을 새겨놓았다.
다리를 놓은 그 이듬해인 영조 30년(1754)에 이 비를 세웠다.

## 참고 자료
- 단양 우화교기사비 - 국가유산청 국가유산포털